# إد هال
إد هال (بالإنجليزية: Ed Hall)‏ هو مقدم تلفزيوني بريطاني، ولد في 12 ديسمبر 1972.